# Comăna de Jos, Brașov
Comăna de Jos (în maghiară Alsókomána, în germană Unterkumanen, în dialectul săsesc Komondjen) este satul de reședință al comunei Comăna din județul Brașov, Transilvania, România. Localitatea este amplasată în unitatea de relief denumită Culoarul Comăna la poalele versantului vestic al Perșanilor centrali.

## Date generale
Localitatea Comăna de Jos este situată pe malul stâng al râului Olt, pe cursul lui mijlociu, la poalele Munților Perșani. Versantul vestic al Munților Perșani este deosebit de pitoresc, populat de animale sălbatice și cu valoare cinegetică, numeroase vânători avand loc chiar și în prezent.
Comăna de Jos află situată la mijlocul distanței dintre Șercaia și Hoghiz pe DN1S. La nord se învecinează cu satul Cuciulata, la est cu Comăna de Sus, la vest cu Crihalma iar la sud cu Veneția de Jos. 
Culoarul Comăna – se desfășoară pe o lungime de 30 km între munții Perșani și marginea sud-estică a Podișului Târnavelor. Este drenat de Olt, având orientare pe direcție NE-SV și are o lățime de 4–10 km cu luncă și terase larg dezvoltate pe malul stâng al Oltului.
Pescuitul, se poate face pe râul Olt, canalele aferente acestuia precum și pe Râul Comana.

## Istoric

Comana de Jos și Districtul Făgăraș în Harta Iosefină a Transilvaniei, 1769-73

Pe teritoriul actual al localitații Comăna de Jos s-au descoperit cateva așezări umane, ce atestă existența timpurie a populației pe aceste locuri: așezare din epoca bronzului mijlociu, așezare ce dateză din secolul 2 îHR - 1 dHr La Tène (Gruiul Văcarului), așezare Hallstatt, o așezare de secol VIII-IX și alta de secol XI-XIII, epoca medievală timpurie.
La Comăna de Jos au fost cercetate locuințe săpate în sol la diferite adâncimi, fiind dezvelite 14 bordeie și 18 semibordeie, cu planimetrie diversă, cu instalații de foc constând în cuptoare de piatră și de lut. De asemenea, s-a constatat și existenta instalațiilor de foc amenajate în aer liber (vetre de foc)
Este locul în care s-a născut Ștefan Mailat, cel ce avea să ajungă principe al Transilvaniei. Comăna se află situată în Țara Făgărașului, având o deosebită importanță pentru această regiune, de aici făcându-se administrarea părții de est a țării în Evul Mediu. Satele care intrau în jurisdicția acestui subcentru erau: Comăna de Sus, Veneția de Jos, Veneția de Sus, Crihalma, Ticușu Nou, Cuciulata și Lupșa.
În anul 1733, când episcopul greco-catolic Inocențiu Micu-Klein a decis organizarea unei conscripțiuni în Ardeal, în localitatea Comăna de Jos erau recenzate 34 de familii. Cu alte cuvinte, în Comăna de Jos a anului 1733, trăiau circa 170 de locuitori. În registrul aceleiași conscripțiuni se mai menționează că la Comăna de Jos erau recenzați doi preoți greco-catolici, ambii având prenumele Iuon. La Comăna de Jos exista o biserică greco-catolică și o casă parohială. Denumirea satului era redată în limba maghiară: Alsó-Komana, întrucât rezultatele conscripțiunii erau destinate unei comisii formate din neromâni, în majoritate maghiari. Din punct de vedere bisericesc, Comăna de Jos a anului 1733 ținea de protopopiatul aflat în localitatea vecină, Veneția de Jos. De asemenea, în conscripția din 1733 se precizează și faptul că de pe fânețele parohiei greco-catolice din localitatea Comăna de Jos se strângeau 11 care de fân.
În perioada interbelică și până la reforma administrativă din 6 septembrie 1950 Comăna de Jos a făcut parte din Județul Făgăraș care avea reședința în orașul Făgăraș.
Din anul 1950, când împărțirea administrativ-teritorială în județe a României a fost înlocuită, după model sovietic, cu împărțirea în raioane și regiuni, și până la reforma administrativă din 1968, Comăna de Jos a făcut parte din raionul Făgăraș, regiunea Brașov. Între anii 1950 - 1960, regiunea Brașov a purtat denumirea de regiunea Stalin, având centrul de reședință Orașul Stalin, azi Brașov.

## Demografie
Localitatea avea o populație de 986 locuitori (în anul 2002), dintre care români 71,2%, rromi 27,8%, alte naționalități 1%.
De-a lungul timpului populația localitații a oscilat in jurul numarului de 1000 de locuitori astfel:

## Religie
Situația confesională în 2002 era următoarea: din cei 986 locuitori, 833 erau ortodocși, 113 greco-catolici și 29 penticostali.

## Monumente istorice
Biserica greco-catolică Cuvioasa Paraschiva,sec. XVII, strada Principală, nr. 315 BV-II-m-B-11649(Cod RAN: 40866.05)
Parohia COMĂNA DE JOS - „Cuvioasa Paraschiva”
Biserica Greco-Catolică cu hramul Cuvioasa Paraschiva din Comăna de Jos prezintă o volumetrie specifică secolului al XVII-lea. Elementele de arhitectură care o compun, naos, pronaos, altar, pot fi datate intre 1630 - 1650 fiind tipice pentru această perioadă de construcție a bisericilor românești din Transilvania. Argumente istorice probează această datare. In jurul anului 1645 biserica era deja ridicată întrucât Matei Basarab domnul Țării Românești, în cadrul politicii sale de sprijinire a ortodoxismului românesc (la acea data biserica fiind ortodoxă) din Transilvania donează cărți bisericești odoare și odăjdiile indispensabile serviciului religios.
Bolțile naosului și pronaosului tot așa ca și a altarului din biserica Comăna de Jos urmează fidel „croiala” bolților din bisericile de lemn. Aceste asemănări duc la concluzia că la clădirea bisericii, meșterii au urmat intenționat felul de clădire al lăcașului de lemn, fiindcă nu cunoșteau încă biserici răsăritene de zid, care să le fi servit de model.
Pentru aceste considerații, socotim că biserica cu hramul „Cuvioasa Paraschiva” din Comăna de Jos are o vechime apreciabilă, fiind mult mai veche decât alte biserici de zid din Țara Oltului. În altar, pe o grindă de stejar care ține catapeteasma, se vede o însemnare de meșter din care s-ar putea citi cu aproximație: leat # 3PNA ( sau A, 7151 sau 7154 ), ceea ce ar însemna 1643 sau 1646. Cercetătorii presupun că citirea corectă ar fi de 7151, făcându-ne să înțelegem că anul 1643 este un termen „ante quen” de zidire a lăcașului.
În funcție de planimetria monumentului se consideră că zidirea acestei sfinte biserici poate coborî în timp, de la acest an, cu mai mult de un veac (secolul al XVI-lea, cca. 1500 - 1525)
Biserica ortodoxă Sfântul Nicolae, sec. XVIII, strada Principală, nr. 1 BV-II-m-B-11648(Cod RAN: 40866.11)
Parohia COMĂNA DE JOS - „Sf. Nicolae” - Pr. Petrica Ion-Alexandru
Biserica Ortodoxă cu hramul „Sfântul Nicolae” din Comăna de Jos se află în partea stângă a șoselei ce duce de la Rupea la Făgăraș, la capătul satului. După ce biserica cu hramul „Cuvioasa Paraschiva” a fost preluată și dată credincioșilor trecuți la greco-catolicism, aflăm din conscripția publicată de Virgil Ciobanu sub titlul „Statistica românilor din Ardeal” făcută de Administrația Austriacă în anul 1760-1762, copiată din arhiva de război din Viena, că locuitorii comunei Comăna de Jos, în majoritate ortodocși nu aveau biserică. După această dată nu se cunoaște data când ortodocșii și-au zidit biserică.În protocolul cununaților se știe și se amintește că biserica cu hramul „Sfântul Nicolae” exista în anul 1806, având ca preot pe Ioan Popa. Biserica aceasta este mai mare și cu trei cupole interioare la pronaos, naos și altar, deși condițiile de lucru erau grele. Construcția este din piatră brută și zidărie de cărămidă, cu bolți și calote semisferice peste pronaos și naos. Planul bisericii este cel tradițional, o intrare sub turnul clopotniță, pronaosul, despărțirea e făcută din zidărie cu trei arcade. Catapeteasma a fost inițial din zidărie însă după ce a avut loc repictarea bisericii, aceasta a fost înlocuită cu o catapeteasmă sculptată, din lemn. Starea actuală a bisericii este foarte bună, dovedind astfel purtarea de grijă a preoților și a credincioșilor de aici.
Situl arheologic de la Comăna de Jos, "Gruiul Văcarului" pe o movilă aluvionară, în lunca inundabilă a Oltului, sec. VIII - IX BV-I-s-B-11268(Cod RAN: 40866.01)
Așezare,"Gruiul Văcarului" pe o movilă aluvionară, în lunca inundabilă a Oltului, sec. VIII - IX, Epoca medievală timpurie BV-I-m-B-11268.01(Cod RAN: 40866.01.06)
Fortificație,"Gruiul Văcarului" pe o movilă aluvionară, în lunca inundabilă a Oltului, sec. XI - XIII, Epoca medievală timpurie BV-I-m-B-11268.02(Cod RAN: 40866.01.07)
Așezare, "Gruiul Văcarului" pe o movilă aluvionară, în lunca inundabilă a Oltului, Hallstatt A - B BV-I-m-B-11268.03(Cod RAN: 40866.01.02)
Așezare, "Gruiul Văcarului" pe o movilă aluvionară, în lunca inundabilă a Oltului, sec. II a. Chr. - I p. Chr., Latène BV-I-m-B-11268.04(Cod RAN: 40866.01.03)
Așezare, "Gruiul Văcarului" pe o movilă aluvionară, în lunca inundabilă a Oltului, Epoca bronzului mijlociu, BV-I-m-B-11268.05(Cod RAN: 40866.01.01)

## Activități
În prezent, activitățile care se desfășoară aici sunt cu preponderență agricole și de servicii. În localitate se află o școala primară și, în aceeași incintă, o școală de arte și meserii.
Exploatări forestiere și de bazalt.
În prezent se ia în considerare reactivarea carierei de bazalt de pe valea Comănii, construirea centralei hidroelectrice Făgăraș, al cărei lac de acumulare s-ar întinde până la Hoghiz, și chiar se ia în discutie construirea unei centrale nucleare. În continuare, se redă citatul din „Curierul Național”: În paralel, au fost evaluate 102 amplasamente potențiale pentru construcția noii centrale nucleare, în principal din Transilvania (73 locații în bazinele râurilor Olt, Mureș și Someș), dar și din Moldova (bazinul râului Bistrița, 18 locații) și Dobrogea (bazinul Dunării în amonte de Cernavodă, 11 locații).Printre localitățile studiate s-au numărat Hârșova, Drobeta Turnu Severin, Babadag, Tulcea, Murighiol (Dobrogea), Fălticeni, Piatra Neamț, Bacău, Dumbrava Roșie, Ruginoasa (Moldova), Cluj, Jucu de Sus, Iernut, Simeria, Turda, Dej (Transilvania Nord, Valea Someșului), Lipova, Teiuș, Vințu de Jos (Transilvania Centru, Valea Mureșului), Comana, Veneția, Sâmbăta, Bogata, Tălmaciu, Porumbacu de Sus (Transilvania Sud, Valea Oltului).

## Obiective turistice

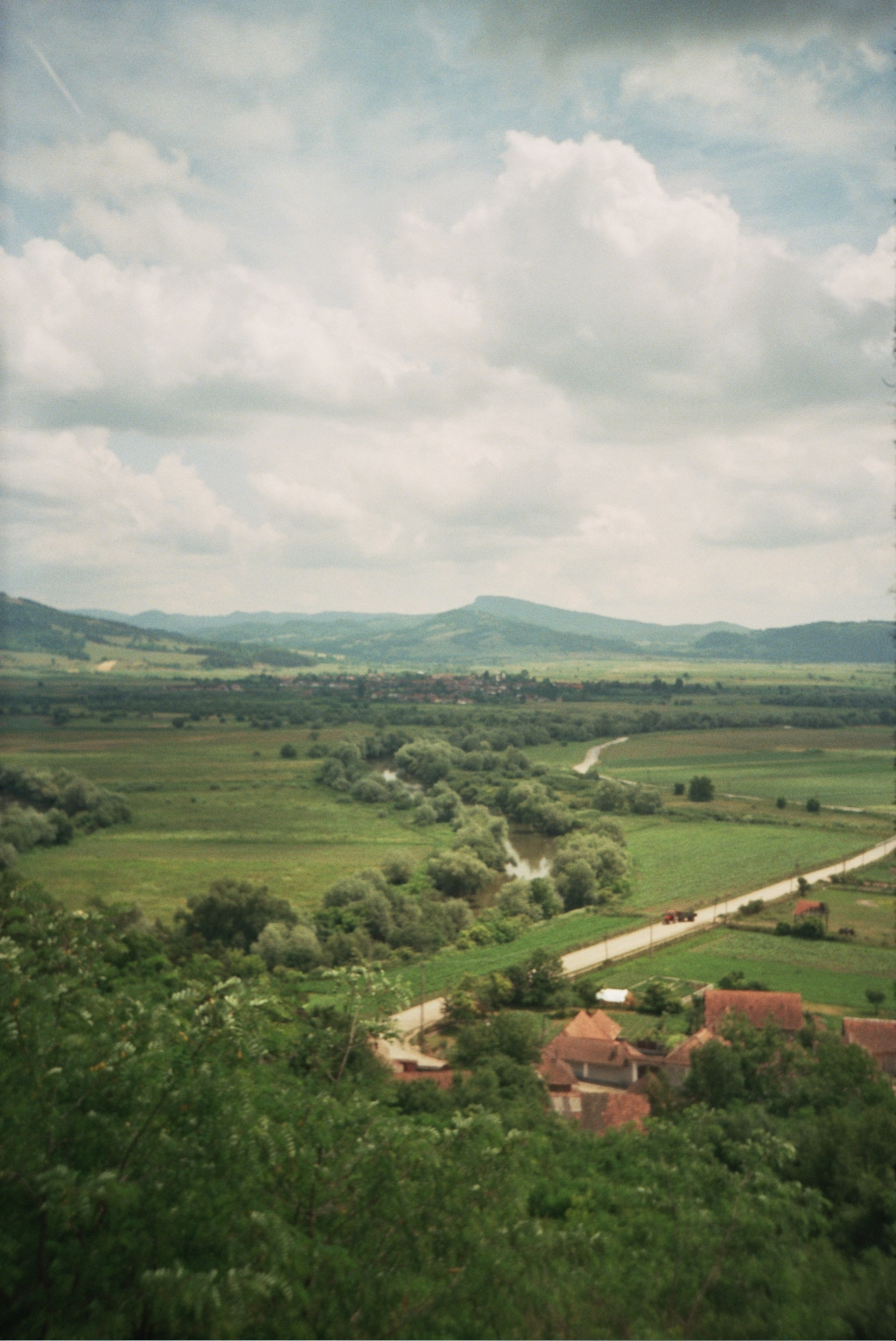
Comăna de Jos

Muzeul sătesc își așteaptă vizitatorii pentru a le aminti bogația civilizației rurale din Comăna și Țara Făgărașului.
Cetatea Comăna, situată la 15 km în amonte de Comăna de Jos, pe valea cu același nume, a fost construită în secolele XII-XIII de comunitatea locală pe vârful Cetățeaua din Munții Perșani, la 814 m altitudine. Este de fapt mau mult un avanpost, suprafața construită (ruine) cuprinzând două locuințe săpate în stâncă, un zid de incintă, un val de pământ și un șanț de apărare.  
Festivalul Tradițiilor și obiceiurilor de iarnă,(2 ianuarie) Comăna de Jos. Organizator: Primăria Comăna.
Ceea ce frapează vizitatorul este modul în care sunt păstrate tradițiile populare și portul tradițional. Printre dansurile locului amintim Brâul, Pașovoaica, Fecioreasca, Lepedeul, Hodoroaga, Învartita.
Festival de dansuri și obiceiuri populare (luna august).
Trasee montane - spre E pe Valea Comăna-peșteră la confluența cu valea Tigăi-Vârful Cerbului (798 m. alt.) - Valea Purcaru - izvoare - Creasta Crizbav (965 m. alt.) - Rezervația Pădurea Bogății

## Personalități
- Ștefan Mailat, voievod și principe al Transilvaniei (1534 - 1540). « Stephanus Maylad liber dominus terre Fogaras Wayvoda Transylvaniae et Siculorum Comes »;

## Obiceiuri și tradiții
Documentele istorice reprezintăîn cercetările de etnografie și folclor izvoare a căror însemnătate a fost subliniată mai cu seamă pentru încadrarea istorică a fenomenelor studiate într-o cronologie bine delimitată. Nu sunt lipsite de interes semnalarea și publicarea acelor documente al căror cuprins poate interesa, alături de istorie și pe etnograf sau pe folclorist.
Plugarul este un obicei agrar atestat încă din 31 octombrie 1767 la Comăna de Jos și sărbătorește ieșirea primului fecior din sat la arat. Textul documentului, păstrat în Arhiva de Stat Cluj, Colecția de documente, fond Blaj, document numărul 556, se prezintă sub forma următoare:
„Noi, biraele satului, împreuna cu jurații noștri și cu toți sătenii din Comăna de Jos, dăm această credincioasă atețtație a noastră la mâna lui Neaga, jobagul cinstitei nații, precum că în anul <17>65 au venit Onea Vodă, cătană, în Comăna de Sus, la moșia sa, la rudele lui și au șezut vreo doua sau trei zile în casa lui pâna la Crăciunul nostru, fiind feciorii de aici din satul Comăna de Jos, la David Neaga, după cum avem noi obcină de să adună pe sărbători feciorii. Ion Vodă, cunoscându-se cu oameni de aici din satul nostru, au venit aici în satul nostru și întâlnindu-se cu feciorii s-au dususă cu ei la gazda lor, adică la david Neaga unde au șezut de s-au jucat cu feciorii pă<nă> au eșit sărbătorile noastre. Apoi iarași s-au dus la casa din Comăna de Sus, mai mult noi aicea în satul nostru nu știm să fi șezut; iar, pe sărbatori, noi nu l-am văzut în mondire cătănești îmbrăcat, ci în haine rumănești, în cioareci și în zecichie, în căciulă și părul înnodat pe doua părți, pentru un care lucru să dă această atețtatie, de aici din satul nostru, precum este obiceiul, întărâtă.
Atețtație scrisă în comăna de Jos, în luna lui octombrie în 31 zile, anul 1767.
Onea Popa Boier...¹satului.
Fecior Sima, obagiu, birău satului.
Ștefan Furțea, birău curții.
Gheorghie Joseanul, obagiu jurat.
Am scris noi,...¹ din Comăna de Jos, eu Popa Gheorghie Costea, ...¹ fungens Districti Tere Fogoras Also Komaniensi. ”
(¹cuvinte indescifrabile)
Turca sau Ceata
Este unul dintre cele mai spectaculoase și complexe obiceiuri legate de Crăciun, s-a păstrat până astăzi în satele din Țara Făgărașului.
Numele obiceiului provine de la ceata de feciori care merge cu colindul prin sat.
În Comăna de Jos, ceata este constituită din cinci feciori din sat, numărul lor fiind respectat cu strictețe. Fiecare flăcău are un rol bine definit. Ceata are rolul de a colinda familiile de gospodari din sat, odată cu venirea Crăciunului.
Membrii cetei se adună în seara de Sfântul Nicolae. În trecut intrau în ceată feciorii trecuți de 18 ani care urmau să plece în armată în anul următor. În prezent, din lipsă de feciori, regula a devenit extrem de elastică. Vătaful mare, care îndeplinește funcția de conducător al cetei, este ales din rândul celor mai populari feciori din sat. După alegerea cetei, membrii ei iși tocmesc o gazdă în sat, în locuința căreia vor repeta în fiecare seară până în Ajunul Crăciunului.
Pe 24 decembrie, membrii cetei pornesc la colindat. Se începe cu casa gazdei și se continuă cu celelalte case din sat. Ziua de colindat se încheie de regulă după miezul nopții, cu jocul turcii în casele familiilor „de frunte” ale satului sau in cadrul familiilor care au feciori și fete de căsătorit.
Pe 25 decembrie, feciorii din ceată trebuie să se trezească devreme pentru a merge la biserică, „altfel le face observație părintele”. La finalul slujbei ceata își continuă colindatul. În aceeași seara, la căminul cultural se organizeaza joc.
Aceiași flacăi din ceată vor organiza și jocul de Anul Nou, cel de Bobotează și cel pe 7 ianuarie, cu ocazia Sfântului Ioan.

## Galerie de imagini

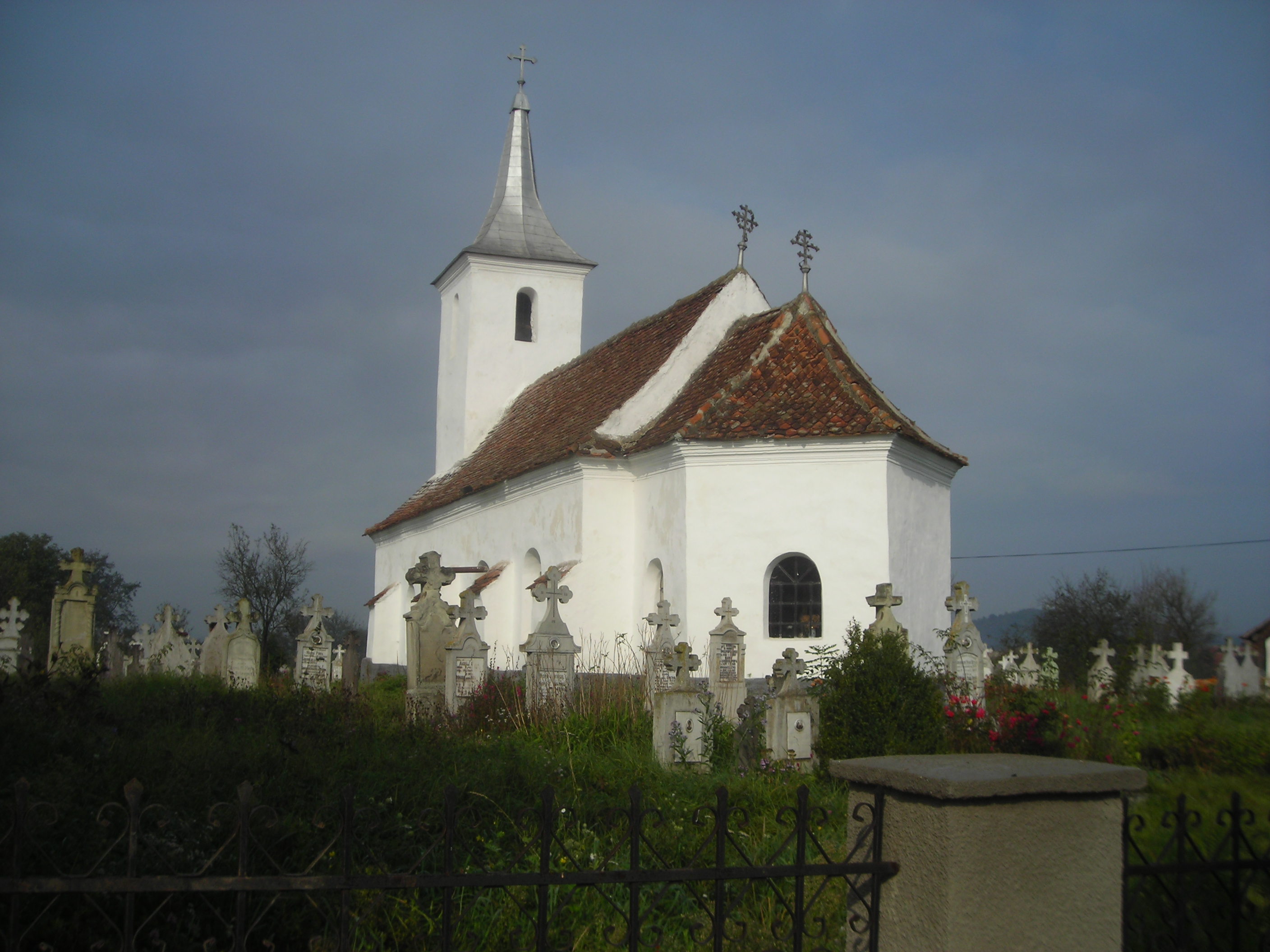
Biserica Cuvioasa Paraschiva, monument de arhitectură.
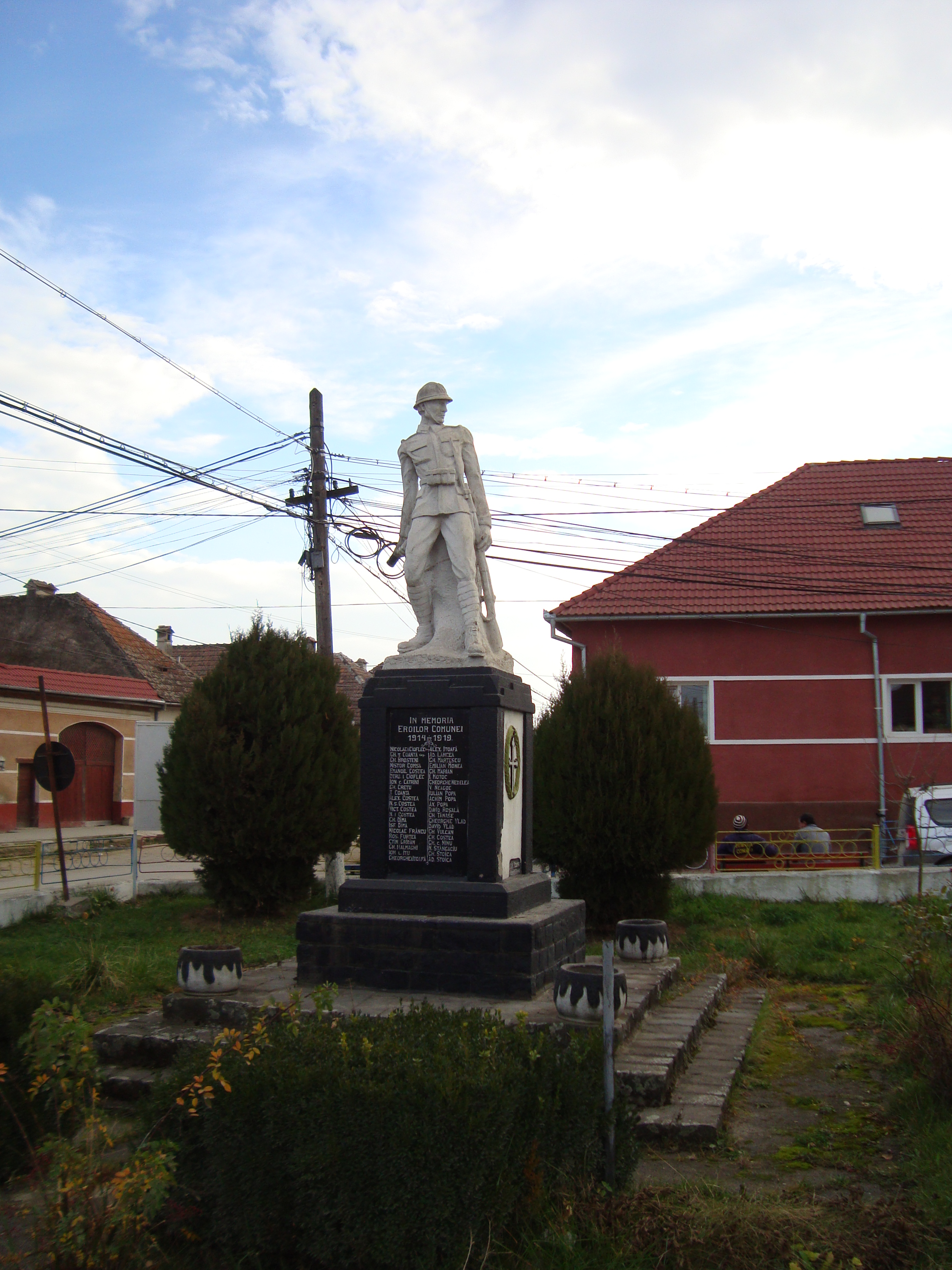
Monumentul eroilor căzuți pe front în Primul și în Al Doilea Război Mondial
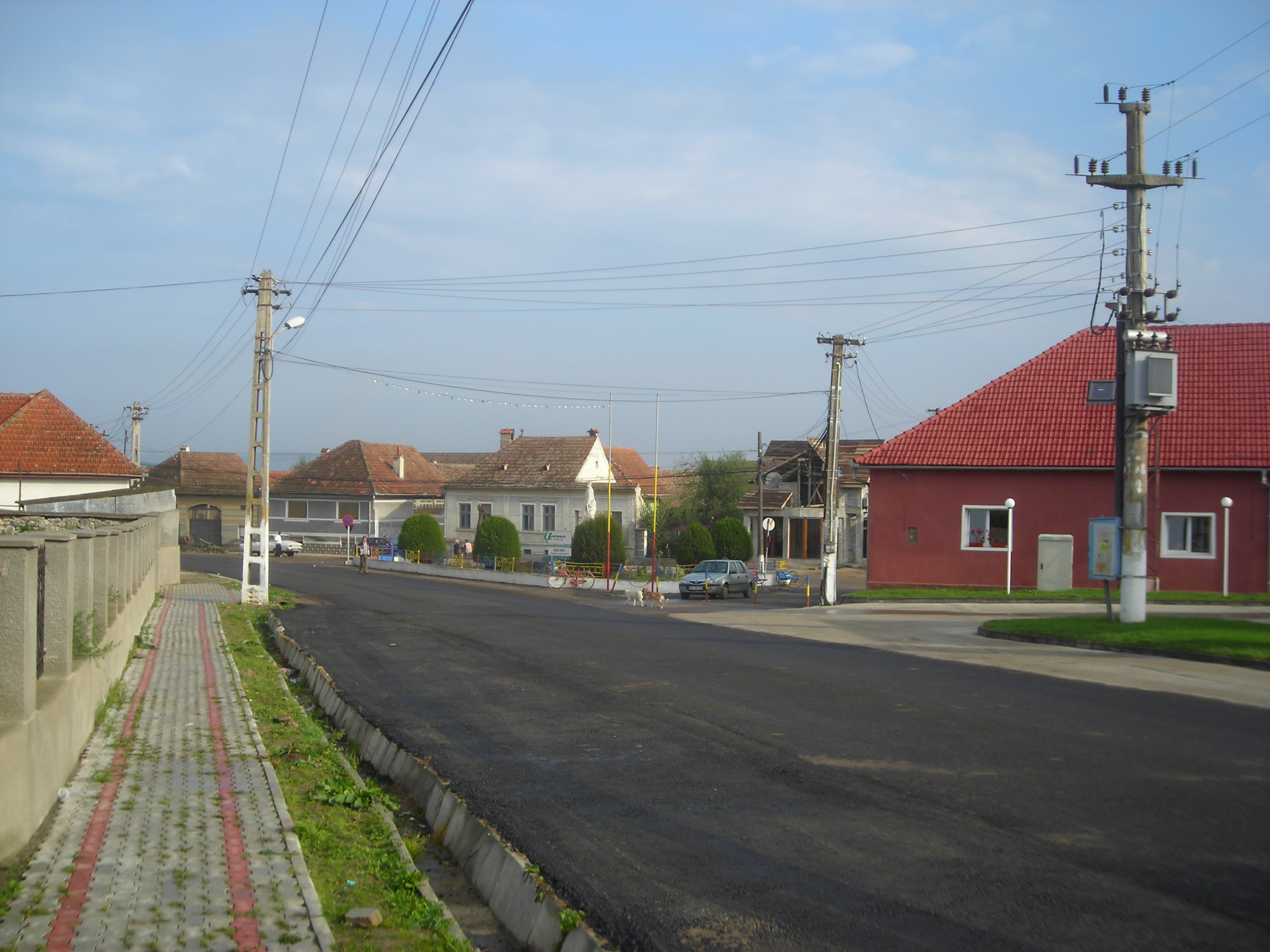
Monumentul eroilor în centrul comunei Comǎna.
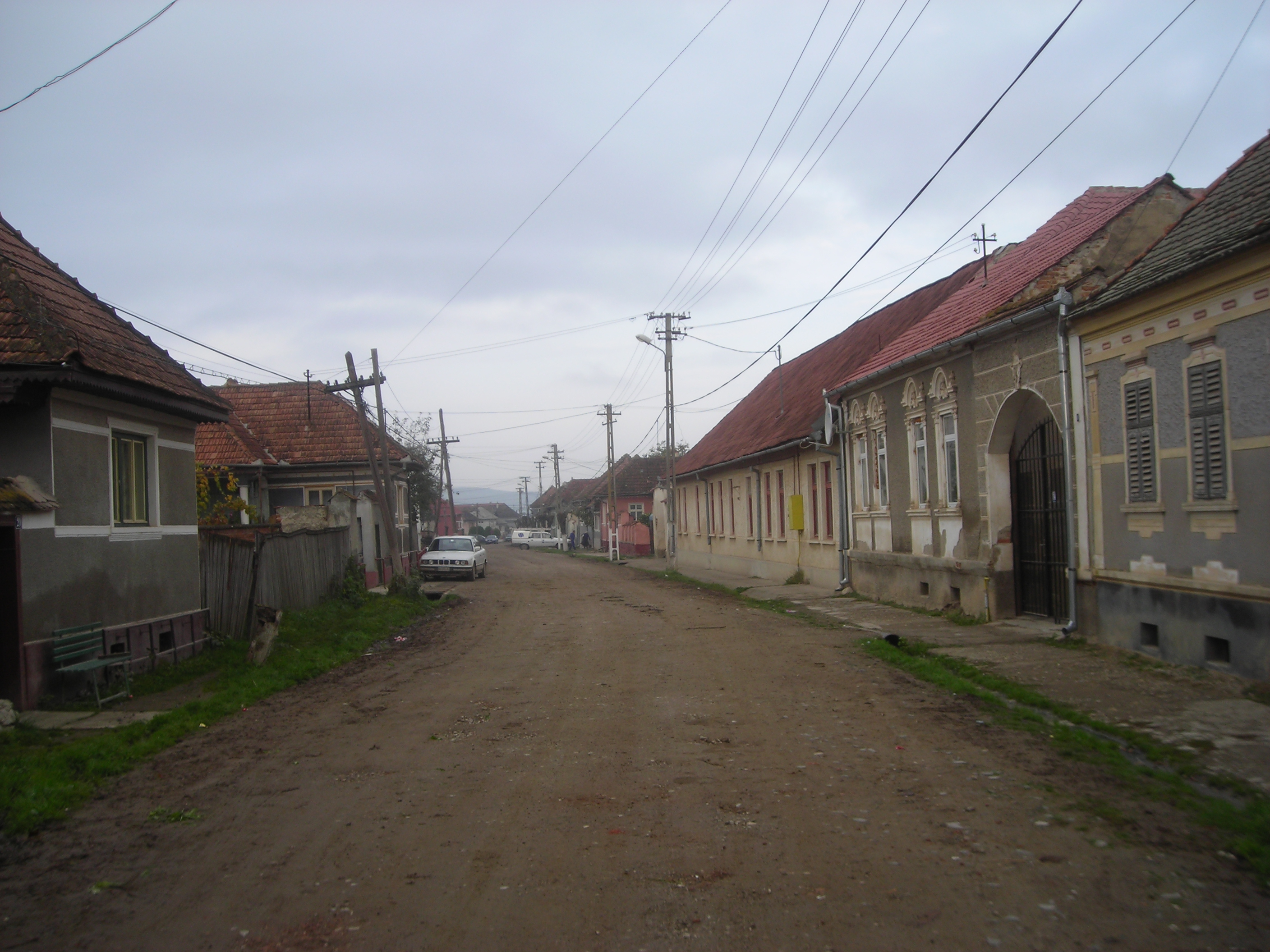
Stradă în Comăna de Jos
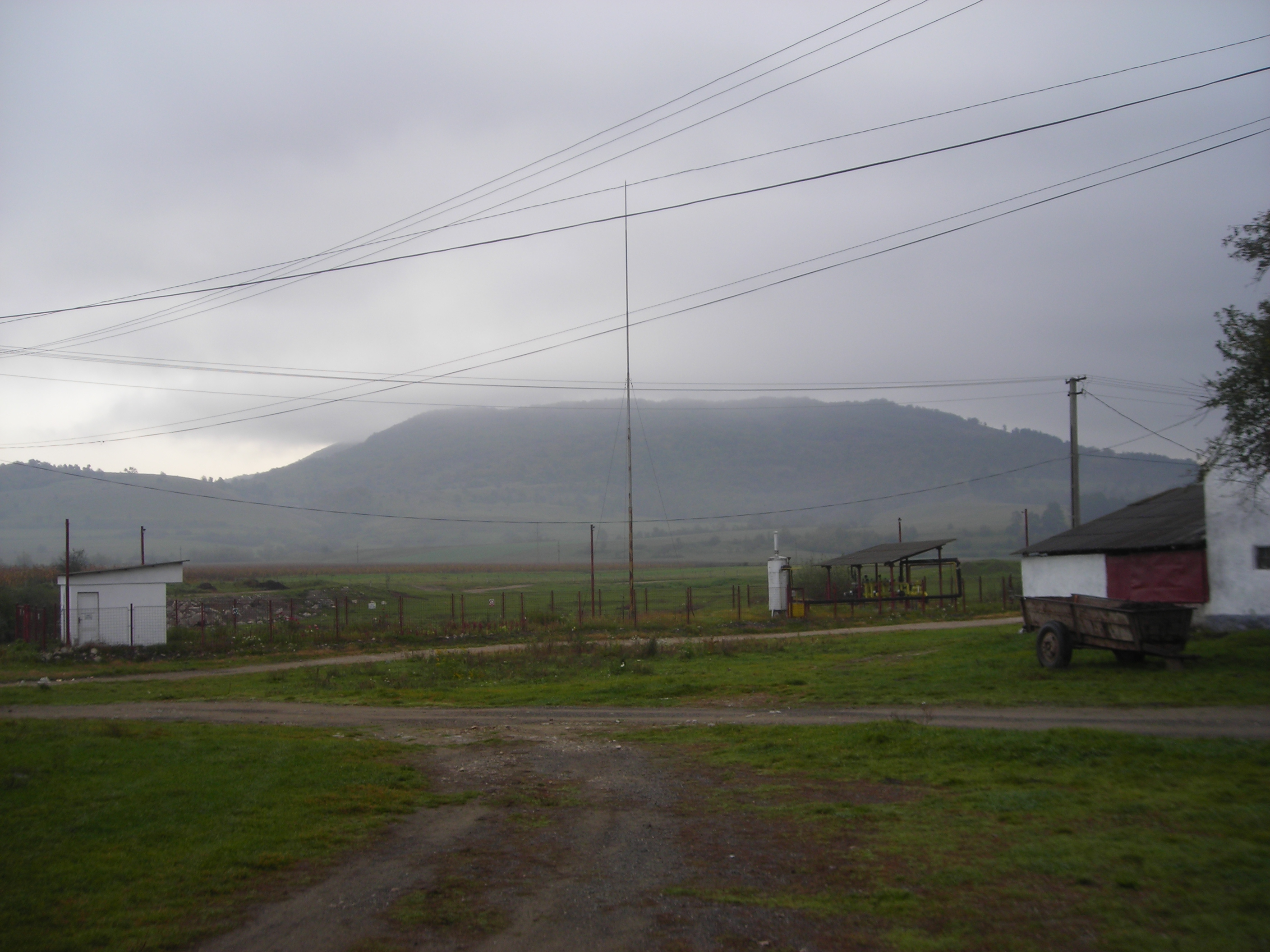
Măgura Pleaşa, Munţii Perşani, văzută din Comăna de Jos.
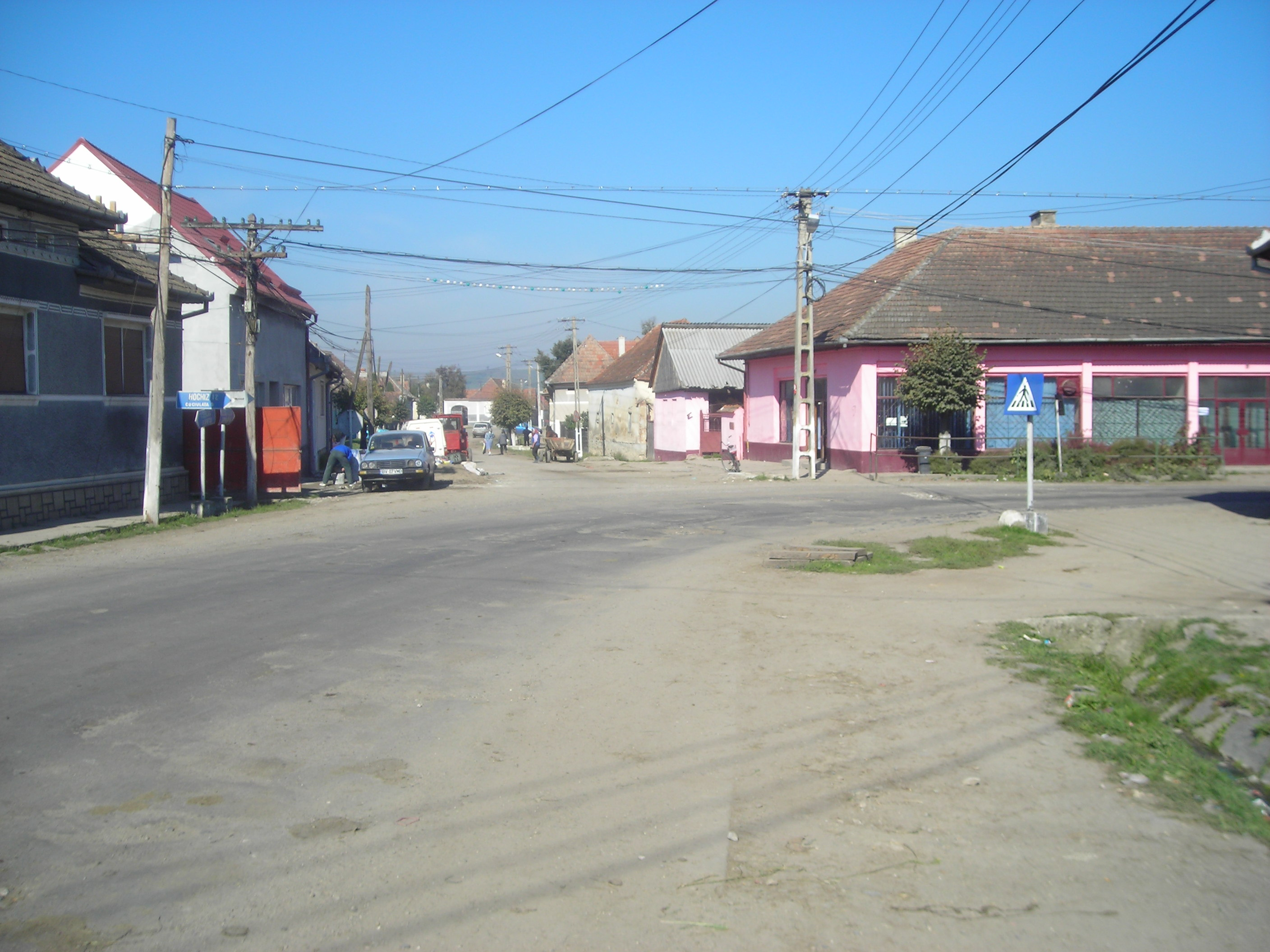
Comăna de Jos. Intersecţia cu drumul care duce la Crihalma.
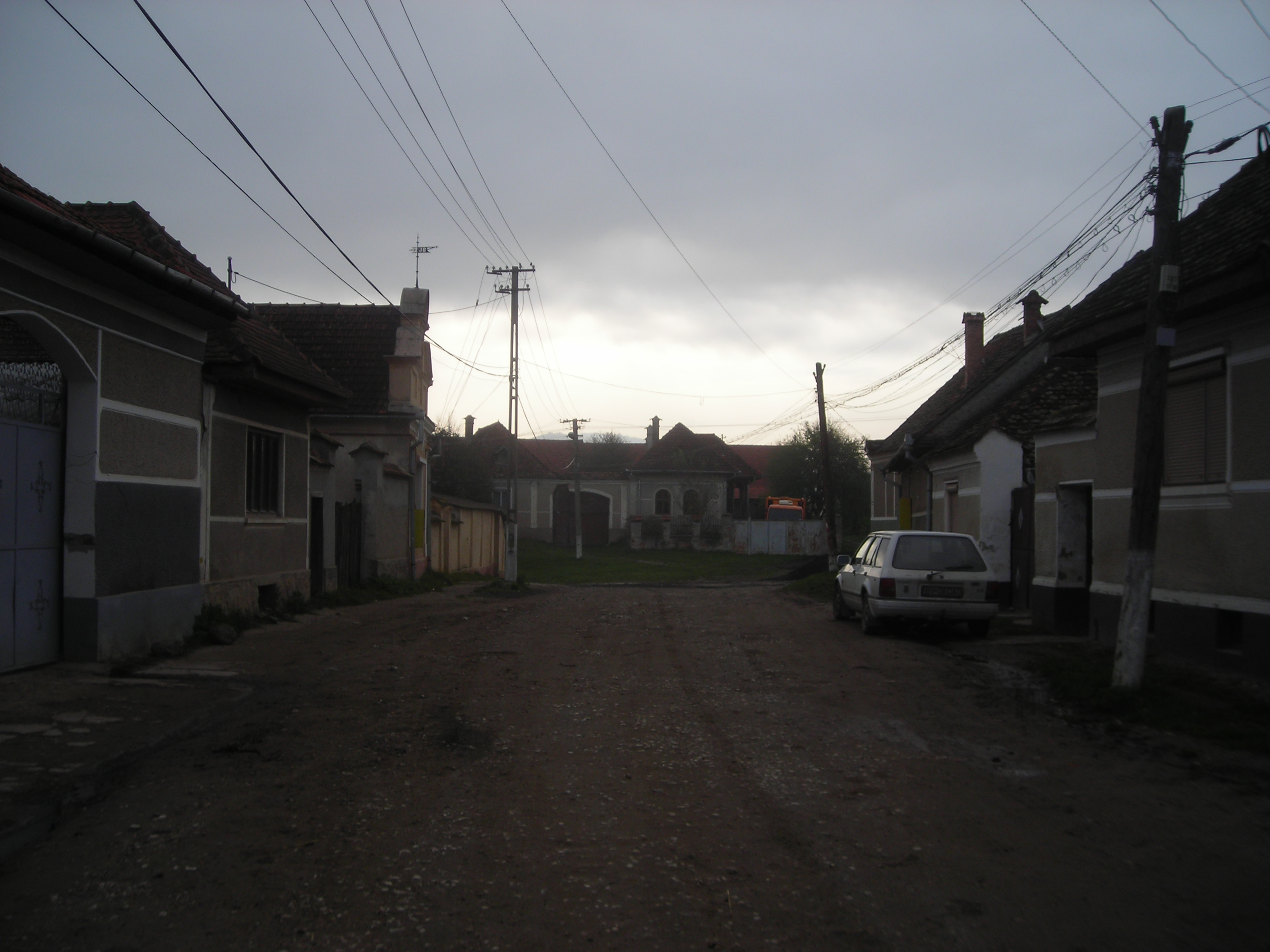
Dealul lui Andreiaş
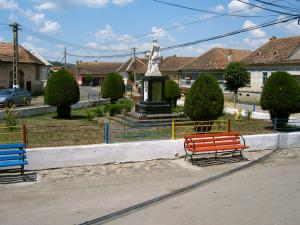
Centrul localității Comăna de Jos, cu monumentul eroilor
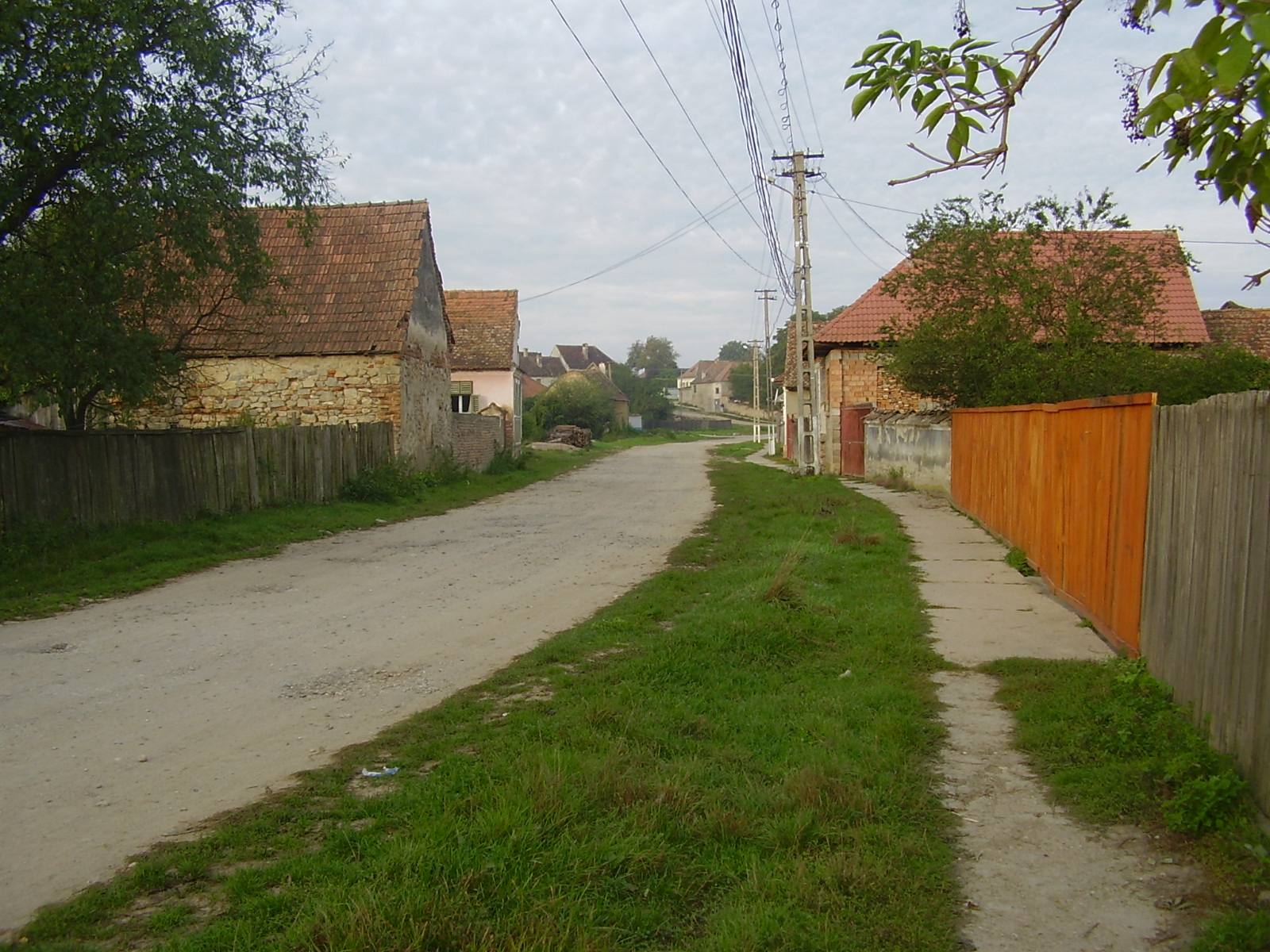
Strada „În Sus”, sub Dealul lui Andreiaş
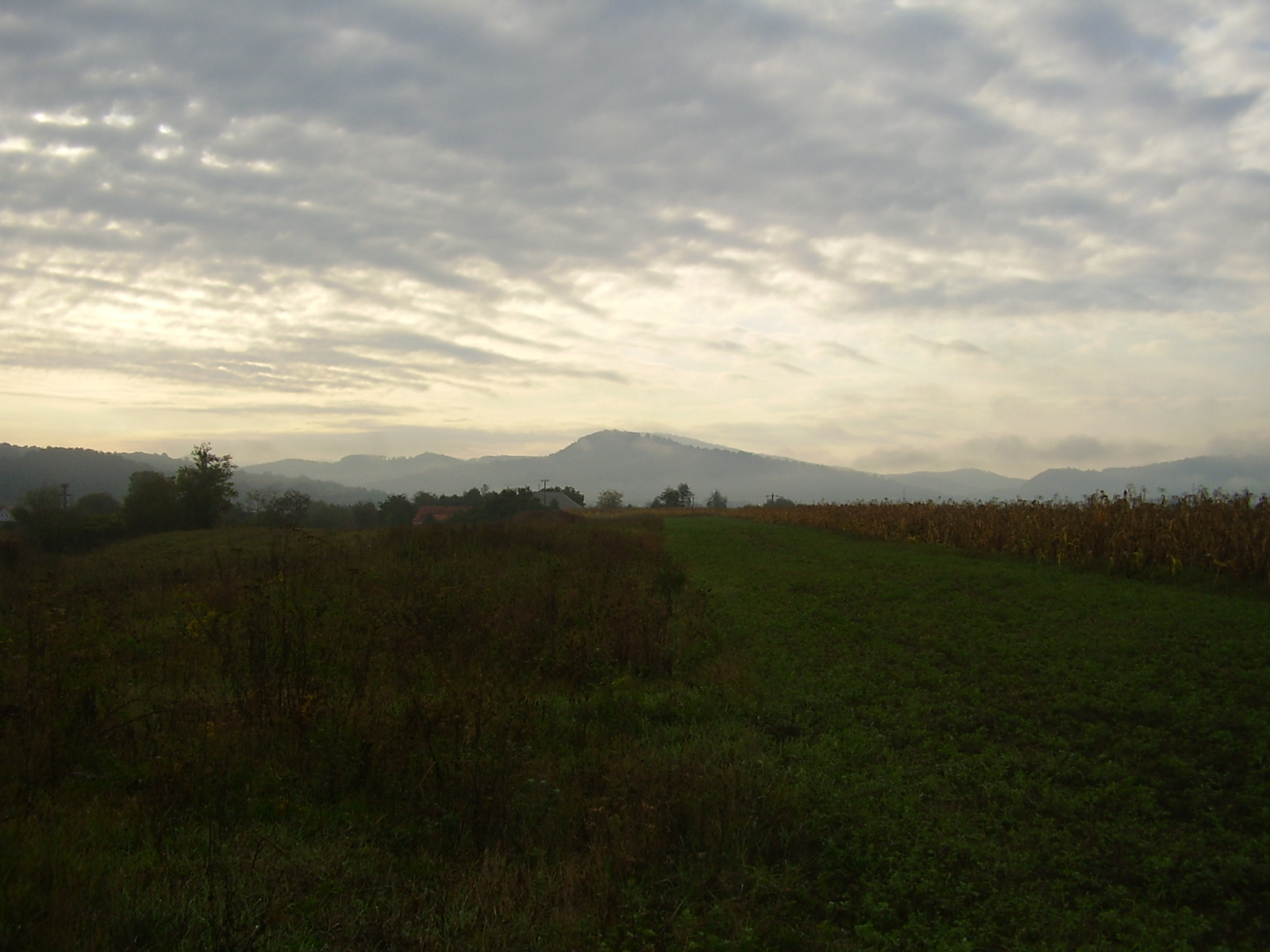
Dealul Chiciora văzut din Comăna de Jos

## Denumiri
- 1469 Kwmana
- 1733 Alsó-Komana
- 1839 Komána-gyin-zsosz
- 1850 Alsó Komána
- 1857 Unter Comana
- 1863 Alsó-Komána
- 1863 Komána de zsosz
- 1873 Komana (Alsó-)
- 1873 Komána din zsosz
- 1880 Komána (Alsó-)
- 1890 Alsó-Komána
- 1930, 1956 Comăna-de-Jos
- 1968 Comăna de Jos

## Localități înfrățite
- Nassenfels, Germania